# Mexikó legmagasabb épületeinek listája
Ez a szócikk két listát tartalmaz:
1. Mexikó legalább 160 méteres magasságot elérő jelenlegi összes épülete.
2. Időrendi lista az éppen legmagasabb mexikói épületekről.

## Az épületek listája
| Kép | Név                               | Település              | Állam             | Magasság (méter) | Elkészülte |
| --- | --------------------------------- | ---------------------- | ----------------- | ---------------- | ---------- |
|     | Torre KOI                         | San Pedro Garza García | Új-León           | 279,5            | 2017       |
|     | Torre Reforma                     | Mexikóváros            | Szövetségi körzet | 246              | 2016       |
|     | Torre BBVA Bancomer               | Mexikóváros            | Szövetségi körzet | 235              | 2015       |
|     | Torre Mayor                       | Mexikóváros            | Szövetségi körzet | 225              | 2003       |
|     | Hotel Riu Plaza Guadalajara       | Guadalajara            | Jalisco           | 215              | 2011       |
|     | Torre Ejecutiva Pemex             | Mexikóváros            | Szövetségi körzet | 214              | 1982       |
|     | Mexikói Világkereskedelmi Központ | Mexikóváros            | Szövetségi körzet | 207              | 1972       |
|     | Pabellón M                        | Monterrey              | Új-León           | 206              | 2015       |
|     | Torre Altus                       | Mexikóváros            | Szövetségi körzet | 195              | 1998       |
|     | Hyatt Regency Andares             | Zapopan                | Jalisco           | 185              | 2016       |
|     | Torre Reforma Latino              | Mexikóváros            | Szövetségi körzet | 185              | 2015       |
|     | Torre Avalanz                     | San Pedro Garza García | Új-León           | 182              | 2000       |
|     | Torre Latinoamericana             | Mexikóváros            | Szövetségi körzet | 181              | 1956       |
|     | Torre Ciudadana                   | Monterrey              | Új-León           | 180              | 2010       |
|     | Torre 300                         | Mexikóváros            | Szövetségi körzet | 174              | 2019       |
|     | Torre Siroco                      | Mexikóváros            | Szövetségi körzet | 173              | 2015       |
|     | Torre LIU East                    | San Pedro Garza García | Új-León           | 172              | 2013       |
|     | Torre Aura Altitude               | Zapopan                | Jalisco           | 172              | 2008       |
|     | Torre Península Santa Fe          | Mexikóváros            | Szövetségi körzet | 164              | 2014       |
|     | Torre Punta Reforma (Reforma 180) | Mexikóváros            | Szövetségi körzet | 164              | 2015       |
|     | Torre Arcos Bosques I             | Mexikóváros            | Szövetségi körzet | 161              | 1997       |
|     | Torre Arcos Bosques II            | Mexikóváros            | Szövetségi körzet | 161              | 2008       |

## Időrendi lista a mindenkor legmagasabb épületekről
| Kép | Időszak   | Név                               | Település              | Állam             | Magasság (méter) |
| --- | --------- | --------------------------------- | ---------------------- | ----------------- | ---------------- |
|     | 2017–     | Torre KOI                         | San Pedro Garza García | Új-León           | 279,5            |
|     | 2016–2017 | Torre Reforma                     | Mexikóváros            | Szövetségi körzet | 246              |
|     | 2015–2016 | Torre BBVA Bancomer               | Mexikóváros            | Szövetségi körzet | 235              |
|     | 2003–2015 | Torre Mayor                       | Mexikóváros            | Szövetségi körzet | 225              |
|     | 1982–2003 | Torre Ejecutiva Pemex             | Mexikóváros            | Szövetségi körzet | 214              |
|     | 1972–1982 | Mexikói Világkereskedelmi Központ | Mexikóváros            | Szövetségi körzet | 207              |
|     | 1956–1972 | Torre Latinoamericana             | Mexikóváros            | Szövetségi körzet | 181              |
|     | 1952–1956 | Edificio Miguel E Abed            | Mexikóváros            | Szövetségi körzet | 125              |
|     | 1946–1952 | Torre Anáhuac                     | Mexikóváros            | Szövetségi körzet | 125              |
|     | 1946      | Edificio El Moro                  | Mexikóváros            | Szövetségi körzet | 107              |
|     | 1934–1946 | Edificio Corcuera                 | Mexikóváros            | Szövetségi körzet | 100              |
|     | 1932–1934 | Edificio La Nacional              | Mexikóváros            | Szövetségi körzet | 55               |
|     | 1910–1932 | Hotel Regis                       | Mexikóváros            | Szövetségi körzet | 50               |